# Coronary Reconstruction EP
Coronary Reconstruction es un EP de la banda belga de Death metal Aborted el cual se lanzó el 14 de enero de 2010 a través del sello Century Media Records. Este material es el primero grabado con la nueva alineación de la banda y fue lanzado exclusivamente en forma digital, con solamente 1000 copias físicas.

## Lista de canciones
1. Coronary Reconstruction (4:28)
2. From a Tepid Whiff (3:24)
3. Grime (3:41)
4. A Cadaverous Dissertation (4:24)
5. Left Hand Path (Entombed cover) (6:37)

## Créditos
- Sven de Caluwe – Voz/Deathgrowls
- Eran Segal – Guitarra
- Ken Sorceron – Guitarra
- Cole Martínez – Bajo
- Dirk Verbeuren – Batería

- Mike Wilson (ex Abigail Williams) - Invitado, guitarra líder en las canciones A Cadaverous Dissertation" y "Left Hand Path"